# 廖匡圖
廖匡圖（？—？），避宋太祖諱作廖光圖、廖圖，字贊禹，虔州虔化縣人，五代十国政治人物。

## 生平
父廖爽為韶州刺史卢延昌之副将。廖匡圖隨父廖爽投奔長沙之马殷。廖匡圖精於文藻，與劉昭禹、李宏皋、徐仲雅、蔡昆、韋鼎、釋虛中、齊己俱有文名。马殷之子馬希範置天策府十八学士，廖匡圖名列第八。廖匡圖之二弟廖匡齊為武将，天福四年（939年）戰死。三弟廖匡凝（即廖凝）亦俱才。有詩集二卷，今皆不傳。《全唐詩》存其詩四首。有子廖偃，自秘書郎升衡山指揮使。